# Zevsov tempelj, Olimpija
Zevsov tempelj v Olimpiji je bil antični grški tempelj v Olimpiji v Grčiji, posvečen bogu Zevsu. Zgrajen je bil med letoma 472 in 456 pred našim štetjem. Je popolnoma razvit klasični grški tempelj v dorskem slogu. 
Verjetno je bil ustanovljen proti koncu mikenskega obdobja. Altis, komora s sveto podobo, oltarji na prostem in Pelopsovo gomilo (tumulus) so prvič nastali med 10. in 9. stoletjem pred našim štetjem  v grškem temnem obdobju, ko so se privrženci Zevsa združili s privrženci Here. 

## Poznejša zgodovina
Rimski general Mumij je posvetil 21 pozlačenih ščitov, ko je osvojil Korint leta 146 pred našim štetjem; na vzhodni sprednji strani in vzhodni polovici južne strani so bile metope. Leta 426 je Teodozij II. odredil uničenje svetišča. Potresa v letu 522 in 551 sta opustošila ruševine in delno zakopala levi del Zevsovega templja. 
Antično svetišče je bilo dolgo pozabljeno, pokopano pod plazovi in zasuto zaradi poplav. Odkrito je bilo leta 1766. Leta 1829 so na tem območju izkopavali Francozi in odnesli več fragmentov pedimentov, ki so zdaj v muzeju Louvru. Sistematična izkopavanja so se začela leta 1875 pod vodstvom Nemškega arheološkega inštituta iz Aten in so se z nekaj prekinitvami nadaljevala do danes.

## Konstrukcija
Tempelj je zgradil arhitekt Libon z vklesanimi metopami in triglifi, frizi, pedimenti, napolnjenimi s skulpturami v raznih slogih, ki jih pripisujejo "olimpskim mojstrom" in njihovim delavnicam.
Glavna struktura stavbe je iz lokalnega apnenca, ki je bil neprivlačen in slabe kakovosti, zato je bil prevlečen s tanko plastjo štukature, da je dobil videz marmorja tako kot ves kiparski okras templja.

## Arhitektura
Od templja je ostalo dovolj sestavnih elementov, da so lahko v glavnem rekonstruirali njegov nekdanji videz. Glede na to, da je bil gradbeni material pretežno porozen apnenec iz bližine Olimpije, je bil kljub svoji grobi površinski strukturi zelo natančno razrezan in obdelan. Vse vidne površine so bile prevlečene s približno 1 mm tanko plastjo štukature, posamezni arhitekturni elementi so bili pobarvani. Posebni arhitekturni elementi, kot so robovi streh in žlebovi, figure na zatrepih in reliefi so bili iz marmorja.

### Osnova
Objekt je stal na 3 m visokem temelju, ki je bil delno vkopan v zemljo, delno viden. Temu je sledila tristopenjska osnova krepis, katere spodnja stopnja je bila visoka 48 centimetrov,  na vrhu je bil stilobat (podlaga za stebre), stopnje pa so se povečevale za 8 cm. Krepis ima skupno višino 1,52 metra. Tempelj je optično povišal grič, na katerem je stal Altis in njegov pomen še poudaril. Klančina v sredini vzhodnega dela templja je spredaj olajšala dostop.

### Tloris
Na ravni stilobata je bila velikost pravokotnega templja 27,68 x 64,12 m in je bil največji znan tempelj na Peloponezu. Bil je peripteralne oblike s 6 x 13 stebrov, tako da je bil heksastilni peripter. Stebri spredaj so nekoliko močnejše oblikovani s premerom 2,256 m kot stebri na daljših stranicah 2,231 m. Razdalja med osmi stebrov je bila 5,22 m, vendar pa se je zmanjšala pri vogalnih stebrih za 43 centimetrov v skladu z dorskim zaključkom vogala.
V primerjavi s starejšimi templji je bil 46,84 × 16,39 m velik naos prepričljivo vključen med sistem stebrov. Zunanje strani naosovih zidov so bile v osi med drugim in sedmim sprednjim stebrom. Naos je imel portik, pronaos in zadnjo sobo – opistodom, kjer je bila anta z dvema stebroma pred vhodom. Čelo ante se je končalo centralno med drugim in enajstim presledkom na daljši stranici. Ta širina pterona (grško: πτερον – pteron – krilo) ovije peristas s 3,24 m na daljših straneh in 6,22 m na ožjih straneh.
13,06 × 28,74 m široka notranjost cele je bila deljena z dvonadstropnim stebriščem na tri ladje, s približno 6,65 metra široko srednjo ladjo in je bila dvakratnega tako široka kot stranska. Položaj stebrov v celi ni sovpadal s tistimi iz peripterala. Zadnjo tretjino ladje je zasedal veličasten kip Zevsa s širino baze 6,65 x 9,93 m. V srednji tretjini je bilo veliko korito iz temno sivih do črno modrikastih plošč elevzinskega apnenca, obrobljenih z belim marmorjem. 

### Naos
V 16,39 metra širok pronaos s svojimi 10,44 metra visokimi antami in dvema enako visokima stebroma je imel na hrbtu 1,69 metra visok arhitrav, ki mu je sledil 1,75 metra visok dorski friz. Friz je s tem nekoliko presegel višino friza v dvorani. Metope so bile okrašene in so kazale dvakrat po šest okvirjev za dvanajst Heraklejevih dejanj. Obe komponenti friza sta oblikovani, ožji kot v dvorani, pri metopah samo s 1,43 m. Pronaos in opistodom bi lahko bila zaprta z rešetkami. V celo so vodila 5 m široka bronasta dvokrilna vrata, ki jih je bilo mogoče zapreti.
Dve kolonadi sedmih stebrov z manjšim premerom 1,50 metra sta razdelili celo na tri ladje. Na razdalji približno 3,50 metra so stebri podpirali arhitrav, na katerem so stali še manjši stebri. Ti so dosegli strešno konstrukcijo, ki se je uporabljala za premostitev širine cele s pomočjo lesenih strešnih tramov, ki so ležali na njih. Pozneje je arhitrav postal mezanin, ki se je uporabljal za spiralno stopnišče na straneh vrat. Ustrezna opomba Pavzaniasa  bi lahko potrdila arheološke zapise. 

### Oblikovanje in ukrivljenost
Tempelj je rahlo ukrivljen naprej, se pravi, da so vse vodoravne linije v stavbi, od temeljev do roba strehe, ki se dviga iz kotov proti sredini za približno 4 cm. Tako ni bil viden členek templja spredaj. 
Značilno je fiksno razmerje med številom sprednjih stebrov in stranskimi stolpci. Zevsov tempelj v Olimpiji se prvič sooča s klasično rešitvijo grških arhitektov v formuli "sprednji stebri : bočnim stebrom = n : (2n + 1)". Sledili so mu številni templji klasičnega obdobja, katerih tloris je bil v takem razmerju.

## Kiparsko okrasje
Skulpture v pedimentu in metope so med najpomembnejšimi ohranjenimi ostanki in so razstavljeni v Arheološkem muzeju v Olimpiji, dve metopi sta v Louvru.

### Zatrepi
Pedimenti templja (trikotno čelo ali zatrep) so opremljeni s kipi, izdelanimi iz marmorja. V vzhodnem zatrepu je tema lokalna legenda – dirka med Ojnomaom in Pelopsom. Zevs se pojavi v središču kot sodnik. 
V zahodnem pedimentu je uprizorjena bitka med Lapiti in Kentavri (kentavromahija) na Pejritoovi poroki. Usodo določa bog, ki je v tem pedimentu Apolon.
Mnogi kipi kažejo jasne znake nezrelosti, nekateri imajo značilnosti poznejšega položaja, kar jih označuje kot nadomestek po popravilih. [8]

#### Vzhodni zatrep
Tema vzhodnega zatrepa je eden osrednjih mitov Olimpije: dirka Pelopsa proti Ojnomaosu, kralju Pize v Elidi in s tem tudi Olimpije. 
Ojnomaos je imel za poroko godno hčerko Hipodamejo, ki pa je ni želel poročiti. Od snubcev je zahteval, da ga v dirki z vozovi prehitijo, sicer jih bo ubil. Njegovo kočijo sta vlekla božanska konja, Psila in Harpina, ki mu ju je podaril njegov oče Ares in sta bila hitrejša od severnega vetra. Ko je ubil že precej snubcev, je prišel Pelops in ga premagal z zvijačo. Ojnomaos je umrl. Njegov grob in tudi ostanki njegove palače so vidni v Olimpiji.
Mnogi kipi in Pavzaniasov opis zatrepa govorijo o trenutku pred dirko.  To je sporno že več kot sto let, odkar so fragmente figur raznesli roparji in zgodnji popotniki. Gotovo je, da je Zevs središče sestave. Njegova razsodba, odločitev o zmagi, je že dolgo padla. Tudi opazovalec izve izid zgodbe.
- Osrednja skupina v današnji postavitvi: levo Ojnomaos, Zevs, desno Pelops
- Pelops in eden od ženskih likov
- Jasnovidec in moški lik z leve polovice zatrepa
- Jasnovidec in moška figura na desni polovici zatrepa
- Bog reke Kladaos

#### Zahodni zatrep
Tudi na zahodnem pedimentu je dramatična zgodba. V sredini je 3,15 metra visok Apolon iz Olimpije. Tema je bitka med Lapiti s pomočjo Tezeja in Pejritooja proti Kentavrom. Pejritoos je v grški mitologiji Zevsov sin, Tezej vnuk Pelopsa.
- Apolon
- Tezej levo in dve skupini
- Detajl skupine konj
- Skupina graverjev
- Lapiti, desno antični rezervni kip

### Metope
Za grški dorski tempelj je nenavadna navezanost na reliefe v metopah samo za vence v pronaosu in opistodomu. Po navadi krasijo frizi s triglifi pas v dvorani templja. Omejitev na dvanajst Heraklejevih del, katerega mit je tesno povezan z mitološko zgodbo svetišča v Olimpiji, bi lahko bila priložnost za to rešitev. Tako imenovani dodekatlon je enakomerno porazdeljen po šestih razpoložljivih poljih metop in prinaša sam akt ali akt spremne zgodbe na zaslon. Vrstni red metop je opisal Pavzanias. Metope same in njihovi fragmenti so se našli v glavnem ob nedokumentiranih izkopavanjih v zgodnjem 19. stoletju. Francoska  Expédition scientifique de Moree je leta 1829 metope odnesla v Louvre v Pariz.
Vzhodna stran
- Heraklej čisti Avgijev hlev
- Atlant prinaša zlata jabolka od Hesperid
- Heraklej se spopada z Gerionom

Zahodna stran
- Heraklej ujame kretskega bika
- Heraklej prinaša Ateni stimfalske ptice
- Heraklej ubije nemejskega leva

## Kultni kip
V Zevsovem templju v Olimpiji je bil kip Zevsa kiparja Fidije, ki je eno od sedmih čudes starega veka. Osnovna širina in notranjost templja omogočata rekonstrukcijo 12 do 13 metrov visokega kipa. Temelj osnove je bil okrepljen po dograditvi templja, saj prvotno ni bil namenjen statičnemu kipu takega obsega. Hkrati je bil steber v celi nekoliko spremenjen. 
Kip Zevsa je bil postavljen v 438 pr. n. št., skoraj 20 let po dokončanju gradnje templja. Fidija je delal kip do svoje smrti okoli 430 pr. n. št. in je ena njegovih največjih mojstrovin.  Zamuda pri gradnji je povezana s popravili po hudem potresu v 5. stoletju pred našim štetjem, pa tudi s političnimi razmerami v Grčiji po koncu prve peloponeške vojne. 
Replika kipa in njegove sestavine niso ohranjene. V rimskem cesarstvu so bili izdelani številni kovanci z glavo ali celotnim ali delnim kipom Zevsa v profilu.  Tako je bil Zevs upodobljen sedeč na visokem prestolu. Kip je bil okrašen z izklesanimi levi ob nogah, sfingami na ročajih prestola, lepoticami na naslonjalu, zlatim orlom na žezlu in manjšim kipom Nike, boginje zmage, v dlani.
Grški pisatelj Pavzanias podrobno opisuje kip. Visok je bil približno 12 m, zunaj prevlečen z zlatom, slonovino in ebenovino, narejen torej v  krizelefantinski tehniki. Njegovi lasje so skodrani, na glavi je imel lovorjev venec. Kip je bil okrašen z reliefi in prosto stoječimi skulpturami.
Že v 2. stoletju pred našim štetjem je bil kip zaradi vremena ali potresa precej poškodovan, tako da so ga morali popraviti. Leta 40 n. št. v času rimskega cesarja Kaligule so ga poskušali prenesti v Rim.  Usoda kipa ni znana.

## V filmu
Leta 1997 je Disneyjev animirani film Herkules prikazal Zevsov tempelj kot edini stik Herkula z očetom, ker je bil smrtnik. Zevs navezuje stike prek kipa v templju. V epizodi animirane serije Zevs dodatno uporablja zmožnost obravnavati vprašanja na Zemlji s pomočjo kipov tudi v drugih mestih v bližini Aten.